# Lycaena diana
Lycaena diana är en fjärilsart som beskrevs av Miller 1912. Lycaena diana ingår i släktet Lycaena och familjen juvelvingar. Inga underarter finns listade i Catalogue of Life.